# Bubba Ho-Tep
Bubba Ho-Tep este un film american de groază-comedie din 2002 regizat, produs și co-scris de Don Coscarelli. Scenariul se bazează pe o nuvelă omonimă de Joe R. Lansdale. În rolurile principale joacă actorii Bruce Campbell ca Elvis Presley  și Ossie Davis ca Jack, un bărbat de culoare care pretinde a fi John F. Kennedy.

## Distribuție
- Bruce Campbell ca Elvis Presley / Sebastian Haff
- Ossie Davis ca  John F. "Jack" Kennedy
- Ella Joyce ca  The Nurse
- Heidi Marnhout - Callie
- Bob Ivy ca Bubba Ho-tep
- Chuck Williams ca Elvis' Friend
- Larry Pennell ca Kemosabe
- Reggie Bannister ca Rest Home Administrator
- Daniel Roebuck ca Hearse Driver
- Daniel Schweiger ca  Hearse Driver